# Мазлан Нур Алонг
Мазла́н Нур Ало́нг (малайск. Mazlan Noor Along; 27 декабря 1955, Серкам, Малакка) — малайзийский художник, дизайнер книг, поэт.

## Краткая биография
В 1971 году окончил среднюю методистскую школу в Малакке. В 1973—2003 гг. работал в Совете по языку и литературе Малайзии в отделе дизайна (последние годы начальником отдела), оформлял книги, издаваемые Советом.
Член группы «Дети природы» (с 1974 г.), член правления Объединения бывших сотрудников Совета, член правления организации Всемалайзийское поколение художников (2013—2015 гг.).
Большинство картин художника выполнены акриловыми красками и представляют собой калейдоскоп абстрактных разноцветных геометрических фигур и пятен, напоминающий космические пейзажи («Проклятие Масхури», 2015 и др.).

## Участие в выставках
- Выставка группы «Дети природы» (1975)
- Выставка Совета по языку и литературе Малайзии (1990)
- Пятая выставка художников АСЕАН - победителей конкурса группы «Филип Морис»
- Выставка в галерее Шах-Алама (2009)
- Выставка «Гемахати-1» совместно с Хасаном Маджидом в галерее редакции газеты «Нью Стрейтс Таймс» (2013)
- Выставка «Гемахати-2» в Совете по языку и литературе Малайзии (2014)
- Выставка в галерее Шах-Алама (2014)
- Выставка «Герак Раса Тенага-1», посвящённая отцу малайзийского рока Рамли Сарипу, во Дворце Культуры (2014)
- Выставка «Герак Раса Тенага-2», посвящённая отцу малайзийского рока Рамли Сарипу, в Государственной галерее визуальных искусств (2014)
- Выставка 3L (Наброски и картины Лангкави) в галерее RA FINE ART (2014)
- Выставка «Герак Раса Тенага», посвящённая отцу малайзийского рока Рамли Сарипу, в галерее редакции газеты «Нью Стрейтс Таймс» (2014)
- Коллективная выставка группы «Дети природы» в Хонг Леонг Банке (2014)
- Выставка в галерее Шах-Алама (2015)
- Выставка картин года в банке United Overseas Bank (2015)
- Выставка художников АСЕАН в Педагогическом университете султана Идриса (2015)
- Персональная выставка «Зикр моих странствий» в галерее отеля «Сери Пасифик» (2015)
- Коллективная выставка пяти художников «Тропическое настроение» в галерее CityArt (2016)
- Коллективная выставка шести художников «Гема Карья» в Государственной галерее визуальных искусств (2016)

## Награды
- Премия Национальной книжной палаты Малайзии за лучший дизайн книги («Европейская грамота» Национального писателя А. Самада Саида) (2013)
- Премия Государственного фонда развития книжного дела и Оксфордского центра высокого профессионализма за лучший дизайн книги («Примечания» Джохана Джаафара) (2013)
- Премия фонда Государственного фонда Малайзии «Книжная промышленность» за лучший дизайн книги («И я продолжаю странствие») (2015)

## Публикации
- Mazlan Noor. Dan Kembara Kuteruskan. Koleksi Puisi dan Lukisan Terpilih 42 Tahun 1973—2015 (И я продолжаю странствие. Коллекция избранных стихов и картин за 42 года: 1973—2015). Kuala Lumpur: DBP, 2015[3]